# Flughafen Şırnak-Şerafettin Elçi

i7
i11
i13
Der Flughafen Şırnak-Şerafettin Elçi (türkisch Şırnak-Şerafettin Elçi Havalimanı, IATA-Code: NKT, ICAO-Code: LTCV) ist ein ziviler Flughafen 10 Kilometer entfernt von der türkischen Stadt Cizre in der Provinz Şırnak und wird für Inlandsflüge genutzt.

## Geschichte
Der Flughafen wurde für 120 Millionen Lira gebaut. Der Flughafen wurde nach dem kurdischen Politiker Şerafettin Elçi benannt, Abgeordneter für die Provinz Diyarbakır sowie Minister für Bauwesen (Bayındırlık Bakanı). Die Eröffnung fand am 26. Juli 2013 statt, er wurde vom damaligen Ministerpräsidenten Recep Tayyip Erdoğan eingeweiht.

## Besitzerverhältnisse und Betrieb
Auftraggeber für den Bau des Flughafens war die staatliche DHMI. Diese betreibt den Flughafen auch.